# AS Rocar Bucarest
Maillots
L'AS Rocar Bucarest est un club roumain de football basé à Bucarest.

## Historique
- 1953 : fondation du club sous le nom de Autobuzul Bucarest
- 1993 : changement de nom en AS Rocar Bucarest
- 2001 : finaliste de la Coupe de Roumanie
- 2009 : disparition du club